# Czy to jest człowiek
Czy to jest człowiek (wł. Se questo è un uomo) – pamiętnik Prima Leviego wydany w 1947 roku. Opisuje sytuację więźniów obozu Auschwitz-Birkenau w ostatnich miesiącach jego działania.
Dalsze wydarzenia, opisujące jak Levi wracał do Włoch, autor opisał w swojej książce Rozejm.

## Okoliczności powstania utworu
Levi zaczął pisać pamiętnik w lutym 1946 roku, począwszy od tego, co miało stać się ostatnim rozdziałem, zapisując ostatnie wspomnienia z Auschwitz. W ciągu dnia pracował w fabryce farb pod Turynem, a pisał wieczorami i w nocy. Rozdział „Pieśń Ulissesa” został napisany niemal w całości w ciągu jednej, półgodzinnej przerwy obiadowej. Pierwszy rękopis ukończył w grudniu 1946 roku. Jego partnerka, Lucia Morpurgo, pomogła mu w redakcji książki. Tytuł roboczy Sul Fondo został ostatecznie zamieniony na Czy to jest człowiek – pierwsze słowa wiersza, który stanowi wstęp do książki.

## Wydanie
Po zakończeniu prac Levi zaczął szukać sposobu na wydanie książki. W styczniu 1947 roku rękopis został odrzucony przez wydawnictwo Arnoldo Mondadori Editore. Pisarze powiązani z wydawnictwem Cesare Pavese i Natalia Ginzburg uznali, że jest za wcześnie na takie sprawozdanie. Levi znalazł mniejszego wydawcę, Francesco de Silva, który opublikował książkę 11 października 1947 roku. Wydrukowali 2500 egzemplarzy książki, z czego 1500 zostało sprzedanych, głównie w rodzinnym mieście Leviego, Turynie. W międzyczasie pięć fragmentów zostało opublikowanych w odcinkach pod ówczesnym tytułem Sul fondo w turyńskiej komunistycznej gazecie L’amico del popolo, w okresie 29 marca–31 maja 1947 roku. W 1955 roku Levi podpisał kontrakt z Arnoldo Mondadori Editore na nowe wydanie, które zostało opublikowane w 1958 roku. Po pierwszym nakładzie wynoszącym 2000 egzemplarzy, ukazał się drugi o tej samej wielkości. Wersja z 1958 roku zawiera poprawki redakcyjne, nowy wstęp i wcześniej nieopisane postacie takie jak 3-letnia Emilia. 600 kopii w magazynie we Florencji uległo zniszczeniu podczas wielkiej powodzi w 1966 roku.
Angielskie tłumaczenie Stuarta Woolfa ukazało się w 1959 roku. Niemiecki przekład Heinza Reidta wydano w 1961 roku, a w tym samym roku ukazało się także wydanie francuskie i hiszpańskie. Pierwsze polskie tłumaczenie wydano w 1978 roku w przekładzie Halszki Wiśniowskiej. Tłumaczenie hebrajskie wydano w 1988 roku.
W 1962 roku Levi zaczął pracować nad książką Rozejm, w której opisuje drogę powrotną do domu.

## Treść
Levi w swoim pamiętniku opisuje ostatnie miesiące działania Auschwitz-Birkenau od lutego 1944 roku do wyzwolenia w styczniu 1945. Levi, włoski chemik żydowskiego pochodzenia, został aresztowany przez faszystowskie władze we Włoszech i deportowany do obozu w 1944 roku. Pisze o głodzie, niewolniczej pracy, nieludzkim traktowaniu więźniów i o tym, jak systematycznie niszczono godność ludzką. Autor przedstawia proces dehumanizacji, w wyniku którego więźniowie tracili poczucie własnej tożsamości, a ich życie sprowadzało się do walki o przetrwanie.

## Odbiór
Lawrence L. Langer zauważył, że wyjątkowość zeznań Leviego wynika z jego umiejętności obserwacji, podczas których był w stanie połączyć emocje świadka z dystansem naukowca. Zdaniem Langera wykształcenie chemiczne Leviego przyczyniło się do trzeźwości stylu, jasności i dokładności widocznych w jego książkach.
Chiara Volpato i Alberta Contarello w swojej pracy naukowej podkreślili tezę Leviego, mówiącą, że obóz zagłady nie został umieszczony w sztucznych i odrealnionych warunkach. Levi, w swoich dziełach, wielokrotnie wskazywał na powiązanie między ludźmi w obozie i tymi, którzy żyją na wolności. W jego opinii życie obozowe uwypukla mechanizmy społeczne, które istnieją również w świecie zewnętrznym, przez co analiza ekstremalnych warunków może wskazać na aspekty, które leżą u podstaw normalnego codziennego życia.
Dariusz Czaja oceniając ideę napisania książki stwierdził „A wszystko po to, by precyzyjnie opisać anatomię obozowego mikroświata i zrozumieć racje, które stały u źródeł powołania do życia tej demonicznej fabryki śmierci. Ale także po to, by pokazać, że doświadczenie obozowe pozostanie już na zawsze – chcemy czy nie – częścią naszej powojennej historii. Że Auschwitz to nie jest czas przeszły dokonany”.